# Queratinócito

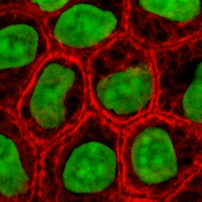
Células epiteliais (em vermelho, queratina).

Queratinócitos ou ceratinócitos são células diferenciadas do tecido epitelial (pele) e invaginações da epiderme para a derme (como os cabelos e unhas) de animais terrestres responsáveis pela síntese da queratina. Eles representam aproximadamente 90% das células da epiderme e desempenham um papel crucial na formação da barreira cutânea, proteção contra agentes externos e resposta imunológica.

## Estrutura e Função
Os queratinócitos formam as cinco camadas da epiderme: camada basal, camada espinhosa, camada granulosa, camada lúcida e camada córnea. A camada basal é a mais profunda e é constituída por uma só camada de células cúbicas que se dispõem por cima da união dermo-epidérmica. A camada espinosa de Malpighi é constituída por múltiplas fileiras de queratinócitos, de citoplasma eosinófilo, aplanados e unidos entre si por pontes intercelulares.
A camada granulosa está por cima e é constituída por uma ou várias fileiras de células que contêm grânulos de queratina. Por cima da camada granulosa se encontra a camada córnea, onde as células perderam o núcleo e formaram a queratina. As queratinas são um complexo de proteínas com peso molecular entre 50 e 70.000. Existem duas formas: a queratina líquida, que constitui a maior parte da queratina que cobre a superfície cutânea, e a queratina dura, que forma o pelo e as unhas.

## Papel na Resposta Imunológica
Além de sua função estrutural, os queratinócitos são ativos na resposta imunológica cutânea. Eles produzem citocinas e outros mediadores inflamatórios que ajudam a defender a pele contra infecções e participam no processo de cicatrização de feridas. Disfunções nos queratinócitos podem levar a condições dermatológicas como psoríase, eczema e câncer de pele.

## Ciclo de Vida
O ciclo de vida dos queratinócitos começa na camada basal, onde as células se dividem por mitose. Algumas permanecem como células-tronco, enquanto outras iniciam o processo de diferenciação e migram para as camadas superiores da epiderme. Ao atingir a camada córnea, os queratinócitos perdem o núcleo e se transformam em escamas queratinizadas, que são eventualmente descamadas. Esse processo de renovação da pele dura cerca de um mês e ocorre aproximadamente mil vezes ao longo da vida.

## Tipos de Queratinócitos
Os queratinócitos mudam de aparência conforme migram pelas camadas da epiderme. Na camada basal, são células cuboides ou colunares. Na camada espinhosa, assumem uma forma poligonal com desmossomos que as mantêm unidas. Na camada granulosa, apresentam grânulos de querato-hialina, precursores da queratina. Na camada córnea, tornam-se células achatadas e altamente queratinizadas.

## Importância na Pesquisa Científica
Os queratinócitos são uma fonte promissora de células-tronco para o desenvolvimento de tecidos humanos e animais. Estudos com esses tipos de células têm permitido avanços científicos, como a clonagem de camundongos a partir de queratinócitos e a produção de células humanas pluripotentes e multipotenciais.